# Виллозское городское поселение
Ви́ллозское городско́е поселе́ние — муниципальное образование в восточной части Ломоносовского района Ленинградской области.
Административный центр — городской посёлок Виллози. Глава поселения — Иванов Виктор Михайлович, глава администрации — Андреева Светлана Владимировна.

## Географическое положение
Граничит:
- на севере и востоке — с Санкт-Петербургом
- на юге — с Гатчинским муниципальным округом
- на западе — с Лаголовским сельским поселением

По территории поселения проходят автодороги:
- 41К-010 (Красное Село — Павловск)
- 41К-135 (подъезд к Красносельскому району от автодороги «Псков»)
- 41К-632 (Виллози — Аропаккузи)
- 41К-637 (подъезд к дер. Ретселя)
- Волхонское шоссе

Расстояние от административного центра поселения до районного центра — 65 км.

## История
19 сентября 1939 года в результате разукрупнения Дудергофского национального сельсовета был образован Горский сельсовет с центром в деревне Вариксолово.
В 1973 году центр Горского сельсовета перенесен в деревню Виллози.
18 января 1994 года постановлением главы администрации Ленинградской области № 10 «Об изменениях административно-территориального устройства районов Ленинградской области» Горский сельсовет, также как и все другие сельсоветы области, преобразован в Горскую волость.
С 1 января 2006 года в соответствии с областным законом Ленинградской области от 24 декабря 2004 года № 117-оз «Об установлении границ и наделении соответствующим статусом муниципального образования Ломоносовский муниципальный район и муниципальных образований в его составе» было образовано Виллозское сельское поселение. В состав поселения вошла территория бывшей Горской волости.
С 1 января 2017 года Виллозское сельское поселение было преобразовано в Виллозское городское поселение.

## Население
| 1990  | 1997  | 2002    | 2006    | 2010    | 2011  | 2012  |
| ----- | ----- | ------- | ------- | ------- | ----- | ----- |
| 4640  | ↗5002 | ↗5523   | ↗5600   | ↗6591   | ↘6571 | ↗6592 |
| 2013  | 2014  | 2015    | 2016    | 2017    | 2018  | 2019  |
| ↘6571 | ↗6706 | ↗6806   | ↗7216   | ↗7392   | ↗7843 | ↗8283 |
| 2020  | 2021  | 2023    | 2024    | 2025    |       |       |
| ↗9283 | ↘8636 | ↗11 212 | ↗12 736 | ↗13 511 |       |       |

## Состав городского поселения
В состав сельского поселения входят 14 населённых пунктов:
| №  | Населённый пункт | Тип населённого пункта                    | Население    |
| -- | ---------------- | ----------------------------------------- | ------------ |
| 1  | Аропаккузи       | деревня                                   | →44 (2017)   |
| 2  | Вариксолово      | деревня                                   | →63 (2017)   |
| 3  | Виллози          | городской посёлок, административный центр | ↗3044 (2025) |
| 4  | Кавелахта        | деревня                                   | ↘77 (2017)   |
| 5  | Карвала          | деревня                                   | ↘14 (2017)   |
| 6  | Малое Карлино    | деревня                                   | ↘1870 (2017) |
| 7  | Мурилово         | деревня                                   | ↗22 (2017)   |
| 8  | Мюреля           | деревня                                   | ↘1 (2017)    |
| 9  | Новогорелово     | посёлок                                   | ↗3658 (2021) |
| 10 | Перекюля         | деревня                                   | →41 (2017)   |
| 11 | Пикколово        | деревня                                   | ↗204 (2017)  |
| 12 | Рассколово       | деревня                                   | ↗119 (2017)  |
| 13 | Ретселя          | деревня                                   | ↘191 (2017)  |
| 14 | Саксолово        | деревня                                   | ↗8 (2017)    |

15 мая 2012 года в состав сельского поселения была включена деревня Новогорелово, позже преобразованная в посёлок.

## Транспорт
По территории поселения проходит железная дорога Санкт-Петербург — Красное Село — Гатчина.
По территории поселения проходит автомобильная дорога Н96 Красное Село — Гатчина — Павловск.

## Инфраструктура
На Волхонском шоссе расположена крупнейшая в России табачная фабрика Филип Моррис Ижора.
В деревне Ретселя на горе Кирхгоф расположен крупный горнолыжный курорт Туутари-парк.
В деревне Малое Карлино расположены сельскохозяйственное предприятие «Нагорный», детский сад и школа.
В деревне Виллози расположен детский сад.